# La Même (chanson)
Pour les articles homonymes, voir La Même.
Singles par Maître Gims
Mi Gna
(2018) Loup-garou
(2018)
Singles par Vianney
Le fils à papa
(2018) Chanson sur ma drôle de vie
(2018)
La Même est une chanson en duo de Maître Gims et Vianney extraite de l'album Ceinture noire.

## Historique
Le single est sorti le 9 mars 2018. La version en partie en espagnol avec Álvaro Soler est sortie le 24 août 2018.

## Liste des pistes

### La Même
| 1. | La Même (featuring Vianney) | 3:19 |

### Lo mismo
| 1. | Lo Mismo (featuring Álvaro Soler) | 3:19 |

## Réception commerciale
Lors de sa 2e semaine d'exploitation, le single entre dans le top fusionné (streaming et téléchargements) français à la 8e place avec 15 400 unités (dont 2 700 ventes),. La  semaine suivante, il atteint la 6e position avec 15 900 unités,. Lors de sa 4e semaine d'exploitation, la chanson atteint la tête du classement avec 25 700 unités (dont 3 170 ventes),. La 5e semaine, il descend à la seconde place avec encore 25 700 unités (dont 3 200 ventes),. Le 30 mars 2018, le single a été certifié disque d'or par le SNEP. La 6e semaine, le single atteint 23 500 unités (dont 2 500) et reste à la 2e place du top fusionné. Côté ventes, le single est entré 144e et a été numéro un durant 10 semaines consécutives depuis sa sortie,,.

## Classements et certifications

### Classements hebdomadaires
| Classement hebdomadaire (2018)           | Meilleure position |
| ---------------------------------------- | ------------------ |
| Belgique (Flandre Ultratop 50 Singles)   | 26                 |
| Belgique (Flandre Ultratop 50 Airplay)   | 25                 |
| Belgique (Flandre Ultratop R&B/Hip-Hop)  | 1                  |
| Belgique (Wallonie Ultratop 50 Singles)  | 1                  |
| Belgique (Wallonie Ultratop 50 Airplay)  | 1                  |
| Belgique (Wallonie Ultratop R&B/Hip-Hop) | 1                  |
| France (SNEP)                            | 1                  |
| France (SNEP Radio)                      | 1                  |
| France (SNEP Streaming)                  | 2                  |
| France (SNEP Téléchargement)             | 1                  |
| France (SNEP Top Ventes)                 | 1                  |
| Suisse (Schweizer Hitparade)             | 24                 |
| Suisse (Charts Romandie)                 | 1                  |

| Classement hebdomadaire (2018) | Meilleure position |
| ------------------------------ | ------------------ |
| France (SNEP Top Ventes)       | 108                |

### Certifications
| Pays                               | Organisme | Certification | Seuil                            | Unités   |
| ---------------------------------- | --------- | ------------- | -------------------------------- | -------- |
| France (Pour la version La Même)   | SNEP      | Diamant       | 50 millions d'équivalent streams | 333 333+ |
| Belgique (Pour la version La Même) | Ultratop  | Platine       | 20 000                           | –        |